# Futbol'ny Klub Islač Minskaha Raëna
Il Futbol'ny Klub Islač Minskaha Raëna, meglio noto come Islač, è una società calcistica bielorussa con sede nella città di Minsk. Milita nella Vyšėjšaja Liha, la massima divisione del campionato bielorusso.

## Storia
Nel 2015 ha vinto la seconda divisione bielorussa. Nella stagione 2018-2019 ha raggiunto per la prima volta nella sua storia la semifinale della coppa nazionale bielorussa, competizione in cui invece nella stagione 2020-2021 ha raggiunto la finale, persa contro il BATĖ Borisov.

## Palmarès

### Competizioni nazionali
- Peršaja Liha: 1

2015

### Altri piazzamenti
- Coppa di Bielorussia:

Finalista: 2020-2021, 2023-2024
Semifinalista: 2018-2019

## Organico

### Rosa 2020
| N. |                        | Ruolo | Calciatore            |
| -- | ---------------------- | ----- | --------------------- |
| 1  | Bielorussia (bandiera) | P     | Yahor Hatkevich       |
| 4  | Bielorussia (bandiera) | D     | Aljaksej Januškevič   |
| 5  | Ucraina (bandiera)     | D     | Oleksandr Papuš       |
| 7  | Bielorussia (bandiera) | C     | Aljaksandr Byčanok    |
| 8  | Russia (bandiera)      | C     | Sandro Tsveiba        |
| 10 | Bielorussia (bandiera) | A     | Mikalaj Januš         |
| 11 | Bielorussia (bandiera) | D     | Vladislav Glinskiy    |
| 15 | Bielorussia (bandiera) | A     | Dzmitryj Kamaroŭski   |
| 16 | Bielorussia (bandiera) | P     | Vladislav Vasilyuchek |
| 17 | Bielorussia (bandiera) | D     | Sergey Karpovich      |
| 20 | Bielorussia (bandiera) | A     | Yevgeniy Krasnov      |
| 22 | Nigeria (bandiera)     | D     | Godfrey Stephen       |
| 23 | Bielorussia (bandiera) | A     | Denis Firago          |
| 26 | Bielorussia (bandiera) | D     | Syarhey Kantsavy      |
| 27 | Bielorussia (bandiera) | A     | Aljaksandr Makas'     |

| N. |                        | Ruolo | Calciatore            |
| -- | ---------------------- | ----- | --------------------- |
| 37 | Bielorussia (bandiera) | C     | Roman Lisovskiy       |
| 44 | Bielorussia (bandiera) | D     | Aleksandr Maksimovich |
| 52 | Bielorussia (bandiera) | D     | Pavel Rybak           |
| 55 | Bielorussia (bandiera) | D     | Ihar Kuz'mjanok       |
| 81 | Bielorussia (bandiera) | P     | Yan Vergeychik        |
| 91 | Bielorussia (bandiera) | C     | Aleh Patocki          |
| 99 | Guinea (bandiera)      | A     | Momo Yansane          |
|    | Bielorussia (bandiera) | A     | Aleksandr Kholodinsky |
|    | Bielorussia (bandiera) | A     | Dmitry Nekrashevich   |
|    | Bielorussia (bandiera) | C     | Nikita Yevseyev       |
|    | Bielorussia (bandiera) | C     | Ivan Gomozov          |
|    | Nigeria (bandiera)     | D     | Oluwaseun Adegbola    |
|    | Nigeria (bandiera)     | C     | Abdulrazak Yusuf      |
|    | Russia (bandiera)      | P     | Vladislav Kraynov     |